# Навальний (фільм)
«Навальний» (англ. Navalny) — документальний фільм про російського опозиційного політика Олексія Навального, прем'єра якого відбулася на початку 2022 року на HBO Max і CNN Films. Режисер — канадський документаліст Деніел Роер. Фільм розповість про події, пов'язані з отруєнням Навального. Слоган фільму — «Отрута завжди залишає слід». 13 березня 2023 року фільм отримав Оскар у категорії «Найкращий документальний фільм».

## Сюжет
Фільм розповідає про події, пов'язані з отруєнням російського опозиціонера Олексія Навального та його розслідуванням. Політику стало погано 20 серпня 2020 року, коли він перебував на борту літака, який летів із Томська до Москви. Його у важкому стані доставили до омської лікарні, а пізніше відвезли до німецької клініки «Шаріте». За даними ОЗХО, Навальний був отруєний нервово-паралітичною отрутою «Новичок»; російська влада озвучила низку альтернативних версій.
У стрічці показано коментарі лікарів, які заперечують знаходження отруйних речовин в організмі пацієнта, різні вирізки з пропагандистами, які розповідають про отруєння алкоголем або їжею.
Після пробудження Навального йому розповіли, що він був отруєний речовиною класу «Новачок», на що той відповів: «Це так тупо!». А пригадавши отруєння Скрипалів 2018 року, додав, що «це все одно що залишити підпис». Потім показується знайомство команди Навального з Христо Грозєвим, який спочатку викликає у них недовіру, поки той не ділиться результатами свого розслідування. Потім Навальний телефонує своїм ймовірним отруйникам, співробітникам ФСБ, представляється своїм ім'ям і запитує, навіщо вони намагалися його вбити. Не домігшись так результатів, вкотре представляється інакше — помічником Миколи Патрушева, після чого Костянтин Кудрявцев розповідає подробиці операції.
Розглядається також участь Олексія Навального в «Русском марше» 2011 року. Опозиціонер пояснив свою причетність до руху націоналістів умінням знаходити спільну мову з різними групами громадян РФ, що важливо на політичній арені.
Режисер охарактеризував картину, як «історію однієї людини та її боротьби з авторитарним режимом».

## Виробництво та прем'єра
Проект було вперше анонсовано 13 січня 2022 року. Відомо, що режисером фільму є канадський документаліст Деніел Роер, який спочатку планував зняти картину про одне з розслідувань Христо Грозєва. Зйомки почалися невдовзі після виходу Навального з коми і йшли аж до арешту в січні 2021 року: за словами головного героя картини, знімальна група була поруч із ним навіть на прикордонному контролі в аеропорту.
Виробництвом займалися компанії HBO Max і CNN Films у партнерстві з Fishbowl Films, студіями Raefilm та Cottage M. Продюсерами проекту стали Діана Беккер і Мелані Міллер з Raefilm, Шейн Борис з Cottage M, Емі Ентеліс та Кортні Секстон з CNN Films, Марія Певчих.
Прем'єра фільму відбулася на початку 2022 року на CNN у США, а також на стрімінгових платформах HBO MAX та CNN+. Продюсером стала Марія Пєвчих.

## Відгуки

### Відгуки зарубіжних критиків
На сайті-агрегаторі Rotten Tomatoes фільм має рейтинг 99 % і середню оцінку 9.110 на основі 89 відгуків, а консенсус свідчить: «Це документальний фільм, який так само захопливий, як будь-який трилер, але реальна боротьба з авторитаризмом, яку він докладно показує, смертельно серйозна».
На сайті-агрегаторі Metacritic фільм має рейтинг 82/100, заснований на 22 позитивних професійних англомовних рецензіях.
Філ де Семлен у журналі Time Out поставив фільму 4 зірки з 5, написавши: «Насамперед, це історія про мужність перед обличчям безжальних репресій та одна з тих надто рідкісних геополітичних історій, у яких погані хлопці справді отримують по заслугах».
На присвяченому незалежному кінематографу сайті IndieWire «Навального» порівняли з кіносерією про Джейсона Борна.
У британській газеті The Guardian сюжет був названий голлівудським.
Американський тижневик Variety порахував стрічку обов'язковою до перегляду.
Журнал The Hollywood Reporter охарактеризував кінофільм як «тривожний» і «сумний».
Бен Пірсон із сайту /Film поставив стрічці оцінку 8 із 10.
Фіоннуала Галліган із сайту Screen Daily написала: «Цей захопливий, сильний твір вирізняється невідкладністю — як і його герой, який живе моментом, перебуваючи в постійній тіні власної смерті».
Норман Гідні з сайту Film Threat поставив оцінку 8 із 10.
Джон Фінк із сайту The Film Stage порівняв «Навального» з документальним фільмом «Citizenfour. Правда Сноудена» (2014).

### Реакція російської влади
Росфінмоніторинг за день до прем'єри фільму занесли Олексія Навального і деяких його соратників до списку «терористів і екстремістів». Політолог Станіслав Бєлковський вважає оголошення в розшук Олега Навального, брата Олексія, також реакцією влади на появу фільму

## Нагороди
| Рік  | Номінація                                       | Організація                     | Результат                 | Джер.  |
| ---- | ----------------------------------------------- | ------------------------------- | ------------------------- | ------ |
| 2022 | Приз зрительских симпатий: Документальный фильм | Sundance                        | [ 26 ]                    |        |
| 2022 | Приз «Фаворит фестивалю»                        | Sundance                        | [ 26 ]                    |        |
| 2023 | Найкращий документальний фільм                  | BAFTA                           | отримав премію BAFTA 2023 | [ 29 ] |
| 2023 | Найкращий документальний фільм                  | Оскар                           | Перемога                  | [ 31 ] |
| 2023 | Найкращий документальний фільм                  | Американська гільдія продюсерів | Перемога                  | [ 32 ] |